# Dnipropetrovsk (tỉnh)
 Tỉnh Dnipropetrovsk (tiếng Ukraina: Дніпропетровська область, Dnipropetrovs’ka oblast’ hay Дніпропетровщина, Dnipropetrovshchyna) là một tỉnh ở trung bộ của Ukraina. 
Tỉnh lỵ đóng ở Dnipro. Các thành phố quan trọng trong tỉnh bao gồm: Dnipro, Kryvyi Rih, Kamjanske, Nikopol. 
Tỉnh Dnipropetrovsk nằm ở phía đông nam Ukraina. Khu vực của tỉnh (31.900 km ²), chiếm khoảng 5,3% tổng diện tích của đất nước.
Chiều dài bắc-nam là 130 km, từ đông sang tây - 300 km. Tỉnh giáp với các tỉnh Poltava và Kharkiv (tỉnh) về phía bắc, tỉnh Donetsk về phía đông, Zaporizhzhia và tỉnh Kherson về phía nam, và Mykolaiv và tỉnh Kirovohrad về phía tây.